# Sur la grâce et la dignité

Sur la grâce et la dignité (Über Anmut und Würde en allemand) est un texte philosophique de Friedrich Schiller publié en 1793 dans la revue Neue Thalia. Dans cette œuvre qui aura une grande influence, Schiller se confronte de manière systématique avec la philosophie d'Emmanuel Kant. En plus de l'éthique, il discute l'esthétique de la Critique de la faculté de juger.